# Латакія-Центр
Латакія-Центр (араб. ناحية مركز اللاذقية‎‎) — нохія у Сирії, що входить до складу району Латакія провінції Латакія. Адміністративний центр — м. Латакія.
| Сирія | Це незавершена стаття з географії Сирії. Ви можете допомогти проєкту, виправивши або дописавши її. |